# Bagergue

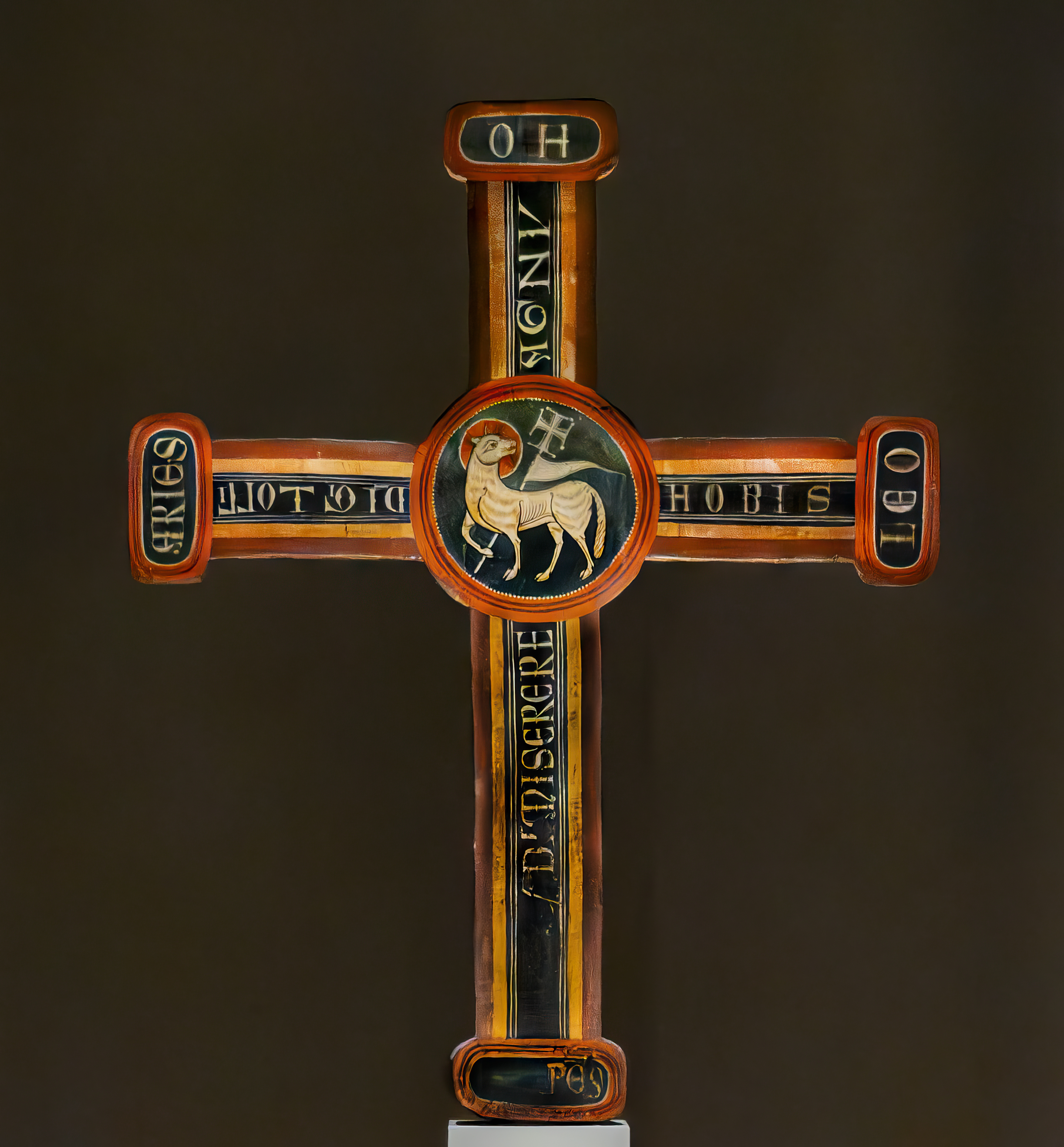
Creu de Bagergue, conservada al MNAC.

Bagergue és una entitat de població del municipi de Naut Aran, al terçó de Pujòlo de la Vall d'Aran, que forma una entitat municipal descentralitzada. Està situat a la part més meridional de la vall d'Unhola.
El gentilici és bagergat, bagergada.
El 25 de gener del 2019 el municipi va rebre a la Fira Internacional de Turisme (FITUR) el certificat com un dels Pobles més Bonics d'Espanya.

## Descripció
És el nucli de població més alt de la vall, a 1.419 metres d'altitud, a l'esquerra de l'Unhola, afluent per la dreta de la Garona. El nucli històric forma part de l'Inventari del Patrimoni Arquitectònic de Catalunya. Entre els seus edificis es destaca l'església parroquial de Sant Feliu, d'origen romànic, bé que modificada al segle xvi (1524).
| 1990 | 1991 | 1994 | 1995 | 1996 | 2001 | 2003 | 2005 |
| ---- | ---- | ---- | ---- | ---- | ---- | ---- | ---- |
| 50   | 45   | 45   | 62   | 63   | 65   | 66   | 88   |

## Història
Bagergue és esmentat als documents al principi del segle xiv, quan els seus homes juren fidelitat al rei d'Aragó. Fou un dels municipis de la fusió dels quals es va crear Naut Aran.
El nucli, que el 2019 tenia 105 h, és el més enlairat de la Vall. Un braçal l'uneix amb la carretera C-142 i Salardú.

## Llocs d'interès

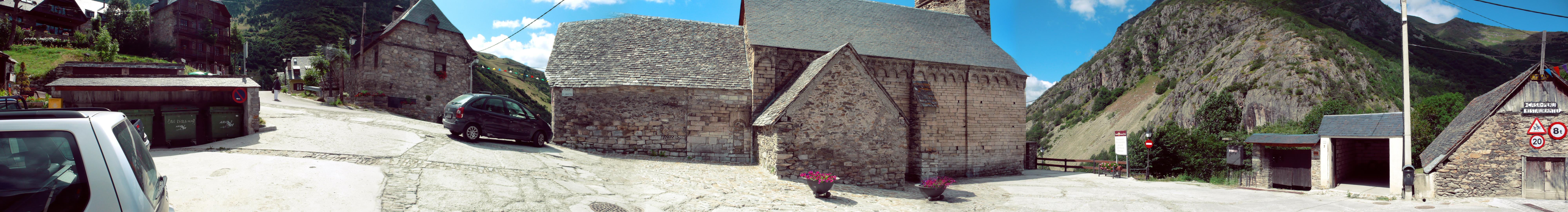
Església de Sant Feliu de Bagergue

- Església romànica de Sant Feliu del segle xiii.
- Santuari de Santa Margarida de Bagergue.
- Eth Corrau, museu particular on es mostren objectes culturals i artesans.[7]
- Estanys de Liat, Montoliu i Mauberme, al nord del nucli.
- Restes de les mines del Pla de Tor.

## Festes locals
- Festa major el 2 d'agost per Sant Feliu.
- Romeria a Santa Margarida el dia 20 de juliol.